# Circa Waves
Circa Waves es una banda de indie rock británica formada en Liverpool en 2013. La banda está compuesta por el vocalista Kieran Shudall (voz, guitarra), Sam Rourke (bajo), Colin Jones (batería) y Joe Falconer (guitarrista).

## Historia
Shudall reunió a Rourke y Plummer en Liverpool Sound City en 2013, y después a Falconer en el mismo festival, donde trabajó como director de escena. Durante el verano y el otoño de 2013 la banda tocó en varios viajes cortos del Reino Unido, que incluyó algunos conciertos secretos.

### 2013-2014: primer sencillo y Young Chasers EP
El 2 de diciembre de 2013, la banda lanzó su primer sencillo "Get Away/Good For Me" Un doble A-side en Transgressive Records como limitada de vinilo de siete pulgadas con una edición de casete manejado por el sello de Jen Long's Kissibility. En febrero de 2014 Zane Lowe toco de la banda su segundo sencillo 'Stuck in My Teeth' como su registro más caliente en el mundo. La banda abrió el Tour NME Awards marzo de 2014, que también incluyó a Temples, Interpol y Royal Blood. El 10 de junio de 2014 Circa Waves lanzaron su EP "Young Chasers" de Virgin EMI en los EE. UU. La edición japonesa fue puesto en libertad el 2 de julio de 2014.
También durante 2014 se apoyaron con The 1975 de gira por el Reino Unido y aseguran que la ambas bandas son muy unidas.
Circa Waves ha realizado varios festivales durante el verano de 2014, incluyendo el Hurricane y Southside Festivals en Alemania, Latitude Festival, T-in the Park, Glastonbury Festival, y Splendour in the Grass (Australia). También realizaron en el Arenal Sound (España), Summersonic en Japón, y en Reading and Leeds Festival a finales de agosto de 2014.
Además en 2015 y 2017 visitaron la Ciudad De México para el festival Corona Capital, el primero en el escenario Corona Light y el en escenario Corona en 2017 (el escenario de bandas más importantes).

### Tercer álbum
En noviembre de 2018, la banda anunció su tercer álbum titulado "What's It Like Over There?" que sería lanzado el 5 de abril de 2019. "Movies" y "Be Somebody Good" fueron los dos primeros sencillos que la banda reveló, así como la lista de las 10 canciones que componen al álbum. En una entrevista con NME, Kieran Shudall habló sobre el trabajo realizado en el álbum, el cual se realizó en un mes.
En diciembre de ese mismo año, la agrupación anuncio una gira por el Reino Unido a llevarse a cabo a finales de abril de 2019. Más tarde, en marzo de 2019, con motivo del nuevo álbum, anunciaron más fechas en el Reino Unido a principios del mes de abril, así como algunas fechas en Estados Unidos y una en México.

## Miembros
- Kieran Shudall – Voz principal, guitarra
- Sam Rourke – Bajo
- Colin Jones – Batería
- Joe Falconer – Guitarra solista

## Discografía

### Sencillos
| Fecha                   | Título                         |
| ----------------------- | ------------------------------ |
| 2 de diciembre de 2013  | AA side "Get Away/Good For Me" |
| 1 de enero de 2014      | "Stuck In My Teeth"            |
| 20 de octubre de 2014   | "So Long"                      |
| 21 de julio de 2014     | "Young Chasers"                |
| 19 de enero de 2015     | "Fossils"                      |
| 6 de abril de 2015      | "T-Shirt Weather"              |
| 13 de noviembre de 2015 | "My Love"                      |
| 18 de diciembre de 2015 | "Something Like You"           |
| 24 de noviembre de 2016 | "Wake Up"                      |
| 27 de enero de 2017     | "Fire That Burns"              |
| 3 de marzo de 2017      | "Stuck"                        |
| 27 de noviembre de 2018 | Movies                         |
| 27 de noviembre de 2018 | Be Somebody Good               |
| 30 de enero de 2019     | Me, Myself and Hollywood       |
| 21 de febrero de 2019   | Times Won't Change Me          |
| 20 de noviembre de 2019 | Jacqueline                     |
| 8 de enero de 2020      | Move To San Francisco          |
| 11 de febrero de 2020   | Sad Happy                      |
| 12 de marzo de 2020     | Battered & Bruised             |
| 27 de agosto de 2020    | Lemonade                       |

### EP
| Fecha                | Título           |
| -------------------- | ---------------- |
| 10 de junio de 2014  | Young Chasers EP |
| Fecha                | Título           |
| 18 de agosto de 2022 | Hell on earth    |

### Álbum de estudio
| Fecha               | Título                     |
| ------------------- | -------------------------- |
| 30 de marzo de 2015 | Young Chasers              |
| 10 de marzo de 2017 | Different Creatures        |
| 5 de abril de 2019  | What's It Like Over There? |
| 13 de marzo de 2020 | Sad happy                  |
| 13 de enero de 2023 | Never Going Under          |
| 31 de enero de 2025 | Death & Love, Pt.1         |